# Louise Élisabeth Vigée Le Brun
Louise Élisabeth Vigée Le Brun (16. travnja 1755. – 30. ožujka 1842.) francuska je slikarica i najpoznatija slikarica osamnaestog stoljeća. Njen stil uglavnom je smatran rokokoom, no pokazala je interesa i za neoklasicističko slikarstvo. Unatoč tome, Vigée Le Brun se ne može smatrati neoklasicisticom pošto je, između ostalih, portret Marije Antoanete po izboru boje i stila isključivo slikan u rokokou.

## Biografija
Rođena u Parizu 16. travnja 1755. godine, Marie Élisabeth Louise Vigée kćer je portretista Louisa Vigéea od kojeg je i naučila tehnike slikarstva. Majka joj je bila frizerka. Poslana je živjeti s rođacima u Épernon do dobi od šest godina kada je otišla u samostan gdje je ostala pet godina. Njen otac je preminuo kada je imala 12 godina od infekcije nakon operacije uklanjanja riblje kosti koja je zapela u njegovu grlu. Godine 1768., njena se majka udala za imućnog draguljara, Jacques-Francoisa Le Sèvrea, te se obitelj preselila u rue Saint-Honoré blizu Palais-Royala. Kasnije ju je imućna nasljednica, Louise Marie Adélaïde de Bourbon, žena Louis-Philippea II., vojvode od Orléansa, uzela pod svoju zaštitu. Tokom tog perioda, Louise Élisabeth je učila kroz savjete Gabriela Françoisa Doyene, Jean-Baptistea Greuzea, Josepha Verneta i drugih velikana tog doba.
Došavši u rano tinejdžerstvo, Élisabeth je već profesionalno slikala portrete. Nakon što joj je studio zaplijenjen, za prakticiranje bez dozvole, prijavila se u Académie de Saint Luc, koja je nevoljko izložila njene radove. 25. listopada 1783. službeno je postala članom Académie.

### Marija Antoaneta
7. kolovoza 1775. udala se za Jean-Baptiste-Pierrea Le Bruna, slikara i preprodavača umjetnina (njegov je ujak Charles Le Brun, prvi ravnatelj francuske Akademije za vrijeme Luja XIV.) Vigée Le Brun slikala je portrete mnogih uglednika tog doba i dok je njena karijera cvala, pozvana je u Versajsku palaču oslikati Mariju Antoanetu. Kraljica je bila toliko zadovoljna njenim radom da je Vigée Le Brun naslikala više od trideset portreta kraljice i njene obitelji, zbog čega je često smatrana službenom portretisticom Marije Antoanete. I dok je takvo smatranje bilo od koristi tokom vladavine Burbonaca, kasnije je postalo problematično.
12. veljače 1780., Vigée Le Brun rodila je kćerku, Jeanne Julie Louise, koju je zvala "Julie".
Godine 1781., Louise Élisabeth i njen suprug putovali su Flandrijom i Nizozemskom gdje je, inspirirana nakon promatranja radova flamanskih slikara, odlučila isprobati novu tehniku. Tamo je slikala portrete plemstva, između ostalih i Princa od Nassaua.
31. ožujka 1783., Vigée Le Brun primljena je u francusku Académie Royale de Peinture et de Sculpture. Istog je dana primljena i Adélaïde Labille-Guiard. Pristupanju Vigée Le Brun štetilo je što joj je muž bio preprodavač umjetnina, ali konačno je odlučila naredba Luja XVI. koji je popustio pod pritiskom svoje supruge, Marije Antoanete, koja se zalagala za svoju slikaricu.
Godine 1789., kao kraljevski slikar Marije Antoanete naslijedio ju je Alexander Kucharsky.

### Francuska revolucija
Nakon uhićenja kraljevske obitelji za vrijeme Francuske revolucije, Vigée Le Brun i njena kći napustile su Francusku. Louise Élisabeth je živjela i radila u Italiji, Austriji i Rusiji nekoliko godina, gdje se njeno iskustvo poslovanja s aristokratskom klijentelom pokazalo iznimno korisno. U Rimu su njena djela naišla na veliku podršku kritičara te je pozvana u rimsku Akademiju Svetog Luke.
U Rusiji je primljena od strane plemstva te je naslikala brojne aristokrate uključujući članove obitelji Katarine Velike. Iako je njena francuska istančanost naširoko hvaljena, postojale su neke kulturalne razlike oko toga što se smatralo prihvatljivim. Katarina nije isprva bila zadovoljna Vigée Le Bruninim portretom svojih unuka, Elene i Alexandre Pavlovne, zbog količine gole kože koju je haljina kratkih rukava otkrivala. Kako bi zadovoljila caricu, Vigée Le Brun je dodala rukave davši djelu karakterističan dojam. Ta se taktika pokazala učinkovitom kod zadovoljavanja Katarinine volje, pa je carica pristala da je Vigée Le Brun naslika (iako je Katarina umrla od moždanog udara prije nego što je djelo započeto).
Za boravka u Sankt-Peterburgu Vigée Le Brun je postala članicom Academy of Fine Arts of Saint Petersburg. Na žalost Louise Élisabeth, njena kći Julie udala se za ruskog plemića.
Nakon upornih pokušaja njenog bivšeg supruga i ostalih članova obitelji da se njeno ime ukloni s popisa anti-revolucionarističkih emigranata, Vigée Le Brun napokon se vratila u Francusku za vladavine cara Napoleona I. Iako više nije bila označena kao emigrant, njen odnos s novim državnim režimom nikad nije bio posve harmoničan, što se moglo i očekivati s obzirom na to da je bila snažan rojalist i bivša portretistica Marije Antoanete.
Uglavnom na zahtjev europske élite, posjetila je Englesku na početku devetnaestog stoljeća i naslikala portrete nekoliko britanskih uglednika uključujući i onaj Lorda Byrona. Godine 1807. otputovala je u Švicarsku gdje je proglašena počasnom članicom ženevske Société pour l'Avancement des Beaux-Arts.
Svoje je memoare, koji pružaju zanimljivu perspektivu na izučavanje umjetnika na kraju perioda dominiranog kraljevskim akademijama, objavila 1835. i 1837. godine. Njen portret neoklasicističkog slikara, Huberta Roberta, je u Parizu u Muzeju Louvre.
I dalje vrlo aktivna slikarica čak i u pedesetima, kupila je kuću u Louveciennesu, Île-de-France, i živjela ondje dok pruska vojska nije zaplijenila kuću za vrijeme rata 1814.-te. Ostala je u Parizu do svoje smrti 30. ožujka 1842. kada je njeno tijelo preneseno i pokopano na groblju u Louveciennesu u blizini njenog doma.
Na njenom nadgrobnom spomeniku napisano je: "Ici, enfin, je repose…" (Ovdje, napokon, počivam…).
Vigée Le Brun je ostavila nasljedstvo od 660 portreta i 200 pejzaža. Osim u privatnim kolekcijama, njeni se radovi mogu pronaći u većim muzejima poput Ermitaža, Londonske nacionalne galerije, u Europi i u Sjedinjenim Američkim Državama.

## Vanjske poveznice
- Large gallery of Vigée LeBrun's work; also articles, Memoirs, biographies  Arhivirana inačica izvorne stranice od 5. prosinca 1998. (Wayback Machine)
- Artcyclopedia entry on Louise Elisabeth Vigée Lebrun
- Vigée-Lebrun's Portrait of Carlo Gastone della Torre di Rezzonico at artnet
- Old Masters: Overlooked Women Artists  Arhivirana inačica izvorne stranice od 9. siječnja 2009. (Wayback Machine)
- Memoirs of Madame Vigée Lebrun, translated by Lionel Strachey
- Neil Jeffares, Dictionary of pastellists before 1800, online edition

## Pogledajte još
- Angelica Goodden, The Sweetness of Life: A Biography of Elisabeth Louise Vigée Le Brun, Andre Deutsch Limited, London, 1997
- Gita May, Elisabeth Vigée Le Brun: The Odyssey of an Artist in an Age of Revolution, Yale University Press, New Haven, 2005 ISBN 0-300-10872-9
- Alberto Macchi, Irene Parenti, pittrice e poetessa fiorentina vissuta nella seconda metà del XVIII secolo: atto unico teatrale fra realtà e ipotesi/ prefazione di Angela Sołtys, Aetas, Roma 2006 (Note).